# 全国高等学校軟式野球選手権埼玉大会
全国高等学校軟式野球選手権埼玉大会（ぜんこくこうとうがっこうなんしきやきゅうせんしゅけんさいたまたいかい）は、埼玉県高等学校野球連盟が主催する、毎年7月から8月にかけて行われる日本の高校野球大会。参加校は南関東大会、さらには全国大会出場に向けて競い合う。
メイン球場などの定めは特になく、上尾市民球場や本庄市民球場、戸田市営北部公園野球場、熊谷さくら運動公園球場などで行われる。

## 概要
1966年（昭和41年）に第1回が始まった本大会は、春季大会や秋季大会とは違い毎年8月に兵庫県明石市で行われる全国高等学校軟式野球選手権大会(全国大会)への出場がかかっている大会でもあり、一部の高校を除いて各学校の3年生選手はこの大会の敗退をもって引退する。2015年現在、本大会は60回実施されている。
また、春・夏・秋季大会すべての大会で延長15回を超えた場合や日没、降雨などでノーゲームとなった場合は翌日再試合とし、サスペンデッドゲームは適用されない。
この大会で代表になったチームは南関東大会(埼玉県、神奈川県、千葉県の学校で構成)へ出場し、さらにその大会で優勝したチームが代表校となり兵庫県明石公園球場や高砂市野球場で実施される全国大会へ進出する。